# Mieczysław Ałaszewski
Mieczysław Ałaszewski (ur. 1 stycznia 1905 w Łodzi, zm. 5 kwietnia 1987 w Londynie) – polski piłkarz i koszykarz.

## Życiorys
Uprawiał piłkę nożną oraz koszykówkę. Był wychowankiem ŁKS-u Łódź. W 1925 przeszedł do Polonii Warszawa, dla której w 123 spotkaniach zdobył 48 goli, co do dziś jest najlepszym rezultatem w historii jej występów w ekstraklasie. W 1926, w barwach stołecznego klubu wywalczył wicemistrzostwo kraju. 
Podczas studiów w Warszawie członek Korporacji Akademickiej Welecja. W 1939 na dwa dni przed wybuchem II wojny światowej wyjechał z kraju, osiadając na stałe w Londynie.
Jego brat, znany artysta grafik Edward Ałaszewski, również był sportowcem.